# LessTif
LessTif — свободная реализация библиотеки элементов интерфейса Motif. Название проекта — каламбур; по-английски Motif звучит как more tif (больше tif-а), а less tif значит «меньше tif-а». В отличие от Motif (платная и проприетарная) и Open Motif (бесплатная, но всё равно проприетарная), библиотека LessTif распространялась под свободной и открытой лицензией LGPL.
Конечной целью проекта была заявлена полная совместимость с Motif на уровне и интерфейса программирования. Эта цель не была достигнута; LessTif поддерживала большую часть интерфейса Motif 1.2, но далеко не все части интерфейса Motif 2.0 и 2.1. Тем не менее, многие приложения для Motif работали с LessTif без изменений или с минимальными изменениями. 
Проект LessTif появился, когда все официальные версии Motif были платными, а приложений, использующих элементы интерфейса Motif, было много. В 2000 появилась бесплатная Open Motif; тем не менее, разработчики LessTif решили продолжать работу, так как, в отличие от LessTif, Open Motif не соответствовала критериям открытого и свободного ПО. В августе 2006 разработчики Fedora приняли решение полностью переключиться с Open Motif на LessTif. После 2009 года проект был заброшен. Библиотека LessTif окончательно утратила актуальность после публикации оригинального Motif под лицензией LGPL в 2012 году.